# Jean-Louis Alléon-Dulac
Pour les articles homonymes, voir Dulac.
Jean-Louis Alléon-Dulac, né le 11 février 1723 à Saint-Étienne où il est mort le 25 janvier 1788, est un naturaliste français.

## Biographie
Il est le fils de Jean François Alléon, lieutenant de la juridiction des traites de Saint-Etienne , et de Catherine Carrier. Avocat au parlement de Toulouse, il exerce dans les tribunaux de Lyon entre 1748 et 1765. Il est ensuite directeur de la poste, entreposeur des tabacs et receveur de la Loterie à Saint-Étienne.
Il est surtout connu pour son activité de naturaliste. Il s'intéresse particulièrement aux grenouilles. Botaniste, il herborise en juillet 1766 à Pierre-sur-Haute. Il mène aussi des observations pendant plusieurs séjours dans les environs de Genève, « pendant quatre mois à trois différentes reprises ».
Membre de l'Académie des sciences, belles-lettres et arts de Lyon (1754-1755), il démissionne à la suite de sa prise de position dans le différend entre le mathématicien d'Alembert et le père jésuite Tolomas.
Membre de la Société royale d'agriculture de Lyon.

## Publications
- Mélange d'histoire naturelle (6 tomes), première publication en 1754 puis ré-édité en 1762 et 1765.
- Mémoire pour servir à l'histoire naturelle des provinces de Lyonnais, Forez et Beaujolais (2 tomes), imprimé chez Claude Cizeron à Lyon en 1765 et ré-édité en 1795/1799.

Dans ce dernier ouvrage, il donne notamment une description détaillée des carrières et des mines de ces régions, ainsi que l'une des premières figurations d'une ammonite. C'est également le premier à identifier les bélemnites comme des céphalopodes.
Alléon-Dulac a écrit plusieurs autres ouvrages qui n'ont pas été publiés de son vivant : 
- Nouveaux mémoires pour servir à l'histoire naturelle des provinces du Lyonnais Forez Beaujolais, achevé en 1786,
- Observations topographiques physiques et critiques sur le climat, les maladies, la population, les arts et le commerce de la ville de Saint-Étienne en Forez,
- Observations générales sur le charbon minéral Essai sur l’histoire naturelle des mines de charbon de Rive-de-Gier et de Saint-Etienne Topographie des mines de charbon du Lyonnais et du Forez.

Les manuscrits originaux sont conservés à la Bibliothèque nationale de France. Des copies en ont été faites au XIXe siècle pour la Bibliothèque municipale de Saint-Étienne. François MARIN, directeur de la Médiathèque municipale de Saint-Étienne, les a transcris avec une introduction et des notes en 2019-2020. Ils sont consultables sur Google Livres.
- Histoire naturelle des grenouilles (Recherches sur la génération des grenouilles et sur l'usage avantageux qu'on peut faire de ces animaux). 1754

Ce manuscrit est conservé à la Bibliothèque municipale de Lyon, dans le fonds de la Bibliothèque du Palais des Arts de Lyon, Ms PA 223, fol. 97 et suiv.
- Discours de réception ou plutôt lettre de remerciement d'Alléon-Dulac à l'Académie de Lyon. 1754

Ce manuscrit est conservé à la Bibliothèque municipale de Lyon, dans le fonds de la Bibliothèque du Palais des Arts de Lyon, Ms PA 263, fol. 4 et 5
- Discours sur les progrès des sciences expérimentales et sur les projets et le plan d'une Histoire naturelle des provinces de Lyonnais, Forest et Beaujolais. 1754

Ce manuscrit fait partie des Manuscrits de l'Académie de Lyon, recueil n°120, fol; 32-36. Alléon-Dulac annonce à l'Académie son intention de rédiger une quinzaine de mémoires sur ces provinces, avec le concours de M. Noyel de Belleroche.
- Biographie de Jacques-Joseph Duguet 1649-1733. 1768

Ce manuscrit est conservé à la Médiathèque municipale de Saint-Étienne (Ms E 395 (28). Jacques Duguet était un théologien janséniste originaire de Montbrison.
Autres ouvrages imprimés :
- Panégyrique de Louis XV prononcé dans l'Hôtel de Ville de Lyon le 21 décembre fête de Saint-Thomas de l'année 1749. Lyon : veuve Journet et Claude Cizeron, 1749
- Mémoire pour les sieurs recteurs et administrateurs de la Maison de Charité et aumône générale de la ville de Saint-Étienne en Forez contre les Dom prieur et religieux de l'abbaye royale de Valbenoîte. Lyon : imprimerie d'André de la Roche, 1773